# Carpe Diem Records
Carpe Diem Records ist ein deutsches CD-Label für Alte Musik, Improvisierte Musik, Jazz und stilistische Grenzgänge.
Carpe Diem Records wurde 1995 von Thomas Görne (* 1963) gegründet und 2008 von den Tonmeistern Jonas Niederstadt und Johannes Wallbrecher übernommen. Das Label legt besondere Aufmerksamkeit auf die Gesamtkonzepte in Musik und Klang, auf audiophile Aufnahmequalität und die grafische Gestaltung der CDs. Carpe Diem will Musik in einem „neuen, ungehörten und ungewöhnlichen Kontext“ anbieten. Der stilistische Schwerpunkt der Aufnahmen liegt bei der sogenannten Alten Musik, es gibt aber auch Einflüsse aus Neuer Musik und Jazz, wie die Projekte von Michel Godard. Das Label veröffentlicht neben Einspielungen renommierter Musiker auch solche junger Talente.

## Künstler (Auswahl)
- Anthony Bailes
- Alexandre Danilevski
- Alina Rotaru
- Chiyomi Yamada
- Michel Godard
- William Dongois
- Hille Perl
- Lee Santana
- Toyohiko Satoh
- Patrice Héral
- Guillemette Laurens
- Rosario Conte
- Sébastien Marq
- Gavino Murgia
- Raquel Andueza
- Fahmi Alqhai
- Paul Willenbrock
- Alain Buet
- Ariel Abramovich
- José Hernández-Pastor
- Claudia Hoffmann
- Gerald Stempfel
- Ensemble La Beata Olanda
- Ensemble Pantagruel
- Ensemble Syntagma
- Duo El Cortesano
- Steve Swallow
- Vicente Parrilla